# Попов, Валерий Владимирович
Валерий Владимирович Попов — командир 45-мм орудия 615 стрелкового полка (167 стрелковая дивизия, 27 армия 1-й Украинский фронт), старший сержант.

## Биография
Валерий Владимирович Попов родился в селе Перлёвка Воронежского уезда Воронежской губернии (в настоящее время Семилукский район Воронежской области) в крестьянской семье. В 1942 году окончил среднюю школу.
В январе 1943 года Землянским райвоенкоматом был призван в ряды Красной армии. С того же времени времени в боях Великой Отечественной войны.
В боях за освобождение Киева в ноябре 1943 года, выдвигая своё орудие в боевые порядки пехоты, подавил 3 пулемётные точки, разбил 2 повозки с боеприпасами, уничтожил около 20 солдат и офицеров противника. Приказом по 615 полку от 19 января 1944 года был награждён медалью «За отвагу».
27 января 1944 года в бою за село Вотылевка Черкасской области, младший сержант Попов выкатил своё орудие на прямую наводку, подавил пулемёт и уничтожил около 10 солдат противника. Приказом по 167 дивизии от 14 февраля 1944 года он был награждён орденом Славы 3-й степени.
19 июля 1944 года в Тернопольской области в бою за населённый пункт Конюховские Хутора Зборовского района противник предпринял мощную контратаку с применением танков и самоходных орудий. тарший сержант Попов выкатил своё орудие на открытую позицию уничтожал технику и живую силу противника. Его орудием были уничтожены 1 станковый и один ручной пулемёты и до 19 солдат противника. Приказом по 1-й гвардейской армии от 20 августа 1944 года старший сержант Попов был награждён орденом Славы 2-й степени.
В Польше  11 сентября 1944 года в предгорьях Карпат, в бою за населённый пункт Небещаны (Санокский повят), сержант Попов, находясь в боевых порядках пехоты, огнём своего орудия уничтожил 12 солдат противника и 2 пулемётные точки. Указом Президиума Верховного Совета СССР от 24 марта 1945 года он был награждён орденом Славы 1-й степени.
Старшина Попов был демобилизован в феврале 1947 года. В 1961 году окончил Всесоюзный заочный лесной техникум, в 1965 году — Ярославское медицинское училище. Жил в городе Антрацит, работал зубным техником.
В связи с 40-летием Победы 6 апреля 1985 года был награждён орденом Отечественной войны 1-й степени.
Скончался Валерий Владимирович Попов 20 апреля 1987 года.